# Johanneskirche (Rudersberg)

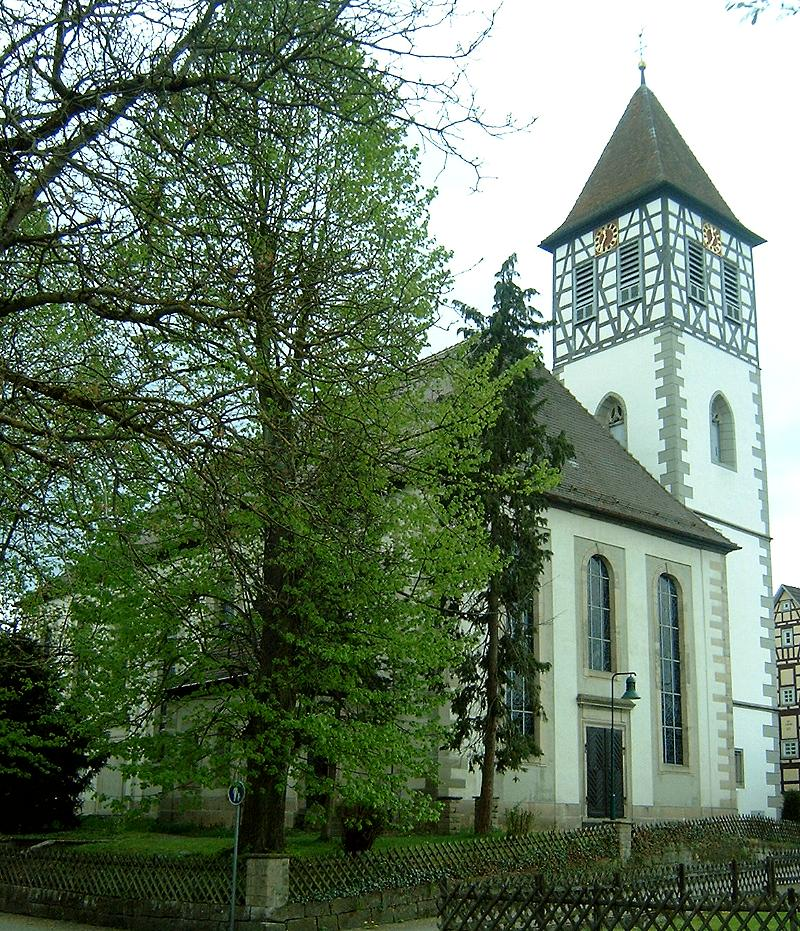
Johanneskirche in Rudersberg

Die evangelische Johanneskirche steht in Rudersberg, einer Gemeinde im Rems-Murr-Kreis in Baden-Württemberg. Das Bauwerk ist beim Landesamt für Denkmalpflege Baden-Württemberg als Baudenkmal eingetragen. Die Kirche, die nach Johannes dem Täufer benannt ist, gehört zur Gesamtkirchengemeinde Rudersberg-Schlechtbach im Kirchenbezirk Schorndorf der Evangelischen Landeskirche in Württemberg.

## Geschichte

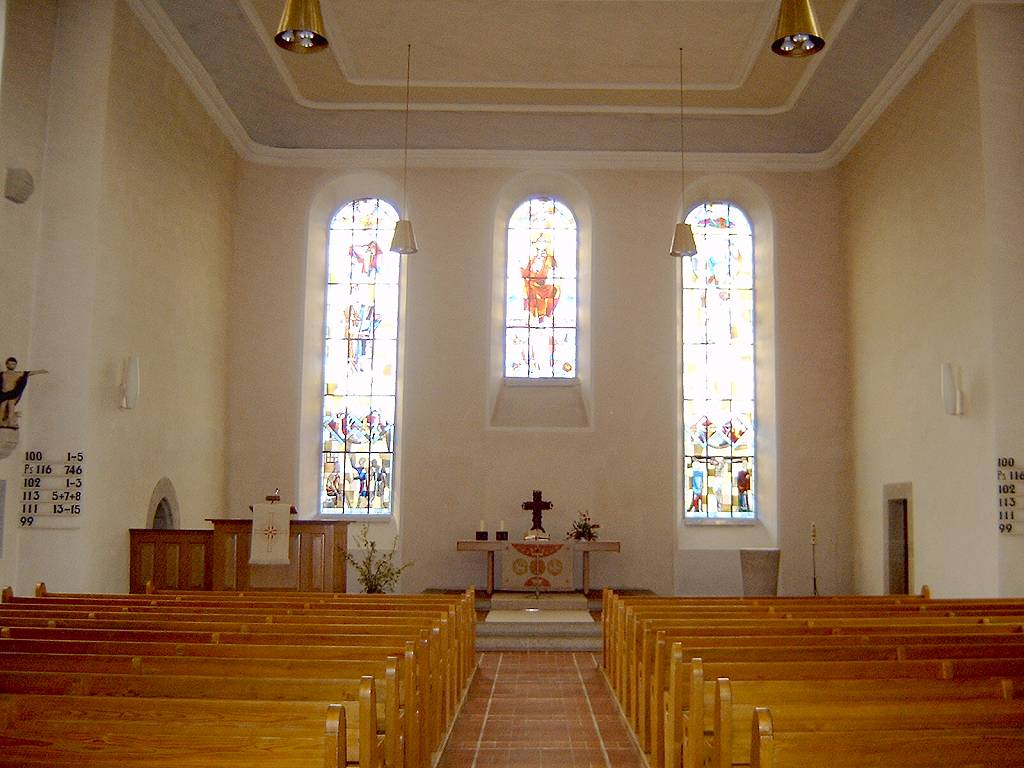
Blick zum Chor

Erste Hinweise auf ein Gotteshaus an dieser Stelle stammen aus dem Jahr 1245: dem Stift Backnang gehörte eine Kapelle zum Heiligen Johannes in Rudersberg, die vor allem als Taufkapelle diente. 1459 bzw. erst endgültig nach der Reformation gelangte das Patronatsrecht an Württemberg.
Im 15. Jahrhundert wurde an ihrer Stelle eine größere Kirche erbaut, die jedoch im Laufe der Zeit den Anforderungen der wachsenden Bevölkerung nicht mehr genügte. Von ihr ist nur noch der Turm mit seiner Fachwerk-Glockenstube und der Glocke von 1495 erhalten. Beim Brand des Ortes 1693 wurde das Schiff in Mitleidenschaft gezogen und wohl nur unzureichend wiederherstellt, sodass 1781 der Landbaumeister Johann Adam Groß der Jüngere mit dem Neubau beauftragt wurde. Im November 1782 konnte der als Querkirche mit Dreiseiten-Emporen konzipierte Saalbau in schlichtem Spätbarockstil eingeweiht werden.

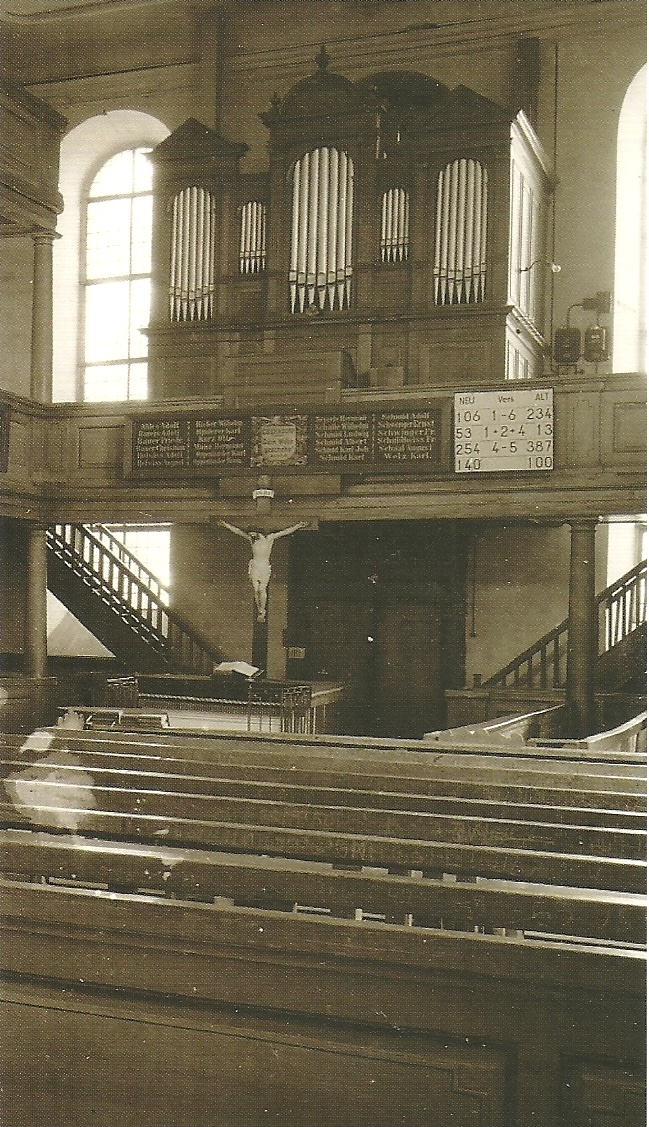
Orgel auf der Ostempore, Altar in der Mitte (vor 1957)

1957 wurde die Kirche vom Schorndorfer Architekt Peter Haag grundlegend erneuert, dabei wurde die Orgel von der Ost- auf die Westempore versetzt, der Altar aus der Mitte des Raumes in den Chorraum verlegt und das Gestühl nach Osten neu ausgerichtet. „Leider wurde der Raum in jüngster Zeit unter Verkennung seiner Besonderheiten in einen Längsraum umgestaltet“, bemerkte dazu 1973 der Bauhistoriker und Architekt Walther-Gerd Fleck.
1974 folgten eine Außen-, 1982 eine Innen- und 1986–89 eine Turmrenovierung, bei der das Fachwerk des Turmes freigelegt wurde.
Die Kirche misst 30 Meter in der Länge und 15,5 Meter in der Breite; ihre Innenhöhe beträgt rund 12 Meter, der Turm erreicht eine Höhe von 35 Metern.

## Ausstattung

### Altarkreuz
Der Strümpfelbacher Bildhauer Karl Ulrich Nuss schuf 1980 in Bronze die Leuchter und das Altarkreuz. Es ist mit einem Weinstock bewachsen, der symbolisch auf Johannes 15 verweist: Christus als der Weinstock, aus dessen Opferfrucht Leben erwächst.

### Figur des Johannes
Die Figur des Täufers aus dem 18. Jahrhundert war ursprünglich Teil der Kanzel. Nach Jahrzehnten der Vernachlässigung wurde sie 1982 restauriert und erhielt einen neuen Platz nahe der Kanzel. Johannes zeigt mit dem Kreuzstab und der ziegelroten Fahne auf Altar und Kanzel; zu seinen Füßen liegt ein Lamm als Symbol des Lamm Gottes.

### Fenster
Noch für die ursprüngliche Raumgestalt schuf der Stuttgarter Künstler Walter Kohler 1930 im Kanzelbereich drei Südfenster (Taufe Jesu, Segnung der Kinder, Gleichnis vom verlorenen Sohn). Nach dem Umbau gestaltete der Schorndorfer Künstler Werner Oberle 1959 die drei Fenster der neuen Altarwand (Johannes, Christus, Passion).

### Glocken
Das oberste Geschoss des Kirchturms beherbergt die Turmuhr und den Glockenstuhl mit drei Kirchenglocken.
Die älteste Glocke, die Marienglocke, stammt aus dem Jahr 1495 und wurde von Bernhard Lachenmann gegossen. Sie entging im Gegensatz zu zwei anderen Glocken der Ablieferung im Zweiten Weltkrieg aufgrund ihres Alters. Die Marienglocke wiegt 930 kg und ist auf fis″ gestimmt. Nach dem Krieg wurden 1950 wieder zwei neue Glocken gegossen: eine 484 kg schwere Glocke (Ton a″) und eine dritte mit der Inschrift „Wachet und betet“, die 331 kg wiegt.

### Orgel

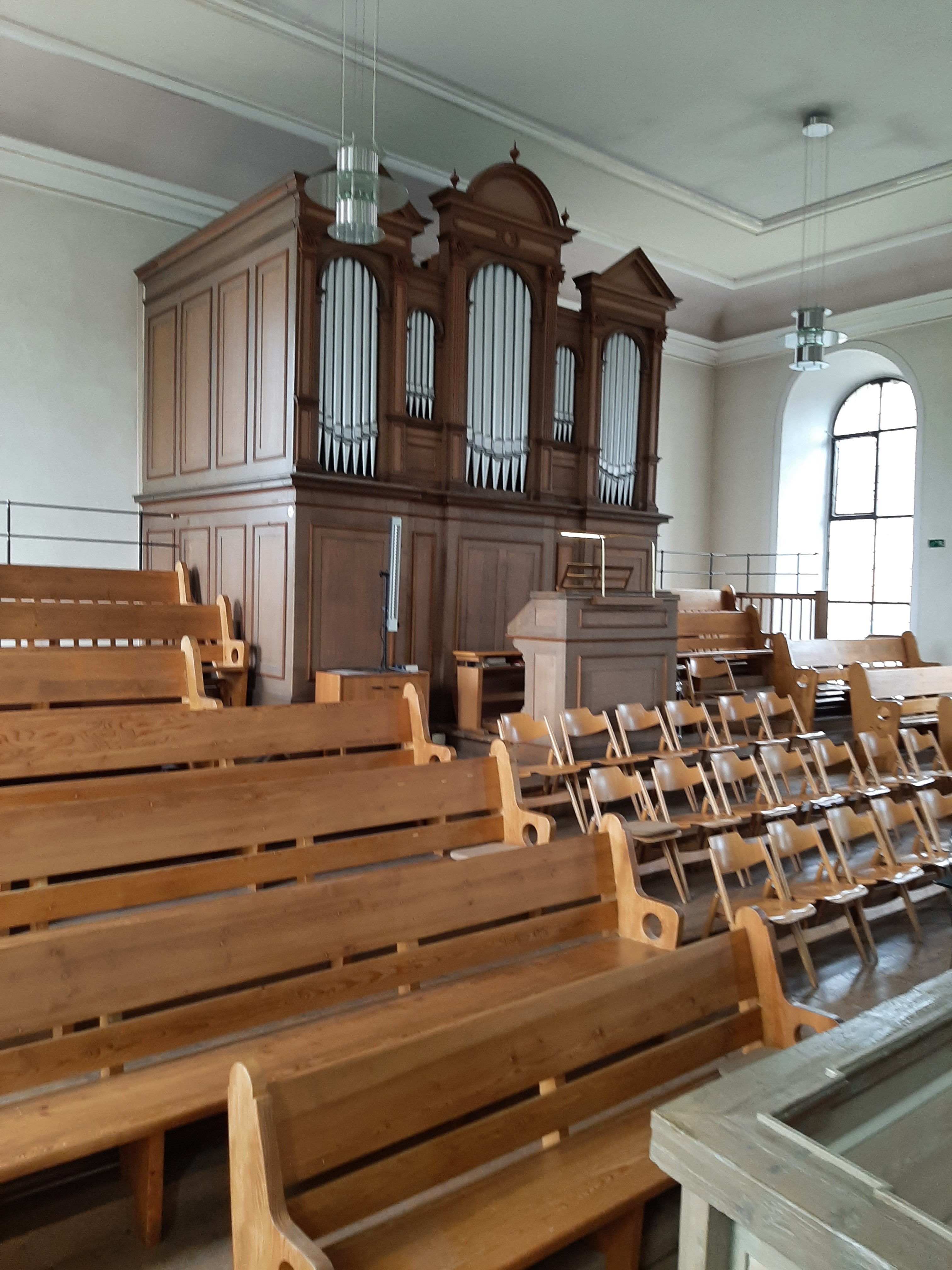
Link-Orgel von 1907 nach der Restaurierung

Die Orgel wurde 1907 von der Giengener Orgelmanufaktur Gebr. Link gebaut und ersetzte eine barocke Vorgängerorgel von 1788. Das pneumatische Kegelladen-Instrument verfügt über 16 Register auf zwei Manualen und Pedal. Im Zuge der Umbaumaßnahmen 1958 wurde sie auf die Westempore versetzt. Eine umfassende Restaurierung und Rückführung in den Originalzustand, einschließlich der Überarbeitung des Jugendstil-Gehäuses, erfolgte 2009 durch die Firma Mühleisen.